# Anderton
Anderton est une ville et une paroisse civile anglaise, située dans le comté du Lancashire.
En 2001, sa population était de 1 206 habitants.

## Source
- (en) Cet article est partiellement ou en totalité issu de l’article de Wikipédia en anglais intitulé « Anderton, Lancashire » (voir la liste des auteurs).